# Astghik
Astghik (armeni: Աստղիկ, romanitzat: br, lit. 'Astłik') era la dea  de la fertilitat i de l'amor, parella de Vahageni. En el període precristià posterior, esdevingué la dea de l'amor, de la bellesa virginal i de les fonts i deus d'aigua. Fou associada pels grecs amb Afrodita i pels romans amb Venus.

## Nom
El substantiu Astghik és el diminutiu de l'armeni astgh (աստղ), que significa 'estrela'. El mot deriva del protoindoeuropeu h₂stḗr i és un cognat del sànscrit stṛ́ (स्तृ), de l'avèstic star (𐬯𐬙𐬀𐬭), del pahlavi star, del persa setār, del grec antic astḗr (ἀστήρ), i del llatí stella.

## Història
Dins el panteó armeni, Astghik és l'única dea amb un nom de clar origen lingüístic armeni. Com les dees del panteó armeni Nane i Anahita, encarna un dels aspectes de la dea mare. És tinguda com la personificació del planeta Venus i les fonts la col·loquen com la dea de l'amor i la maternitat. Els seus atributs tenen paral·lels amb les dees la Inana/Ixtar sumeroaccadia, la Xausca hurrita i l'Astarte cananea. En el Període hel·lenístic, els grecs l'associaven amb la dea Afrodita.
El seu marit era Vahan i ambdós compartien temple a Taron, on segles després, amb la cristianització d'Armènia, es fundaria el Monestir de Sant Precursor. Un altre centre de culte conegut dedicat a Astghik i Aramazd fou el districte d'Andzevatsik, a Baspracània.]]
1. ↑  Lurker, 2004, p. 22-23.
2. ↑  Acharian, 1971, p. 278.
3. ↑  Petrosyan, 2015, p. 210.
4. ↑  Lemosín, 1983, p. 96.
5. ↑  Ram-Prasad, 2024, p. 101.
6. ↑  Canepa, 2018, p. 199.
7. ↑  Petrosyan, 2015, p. 100, 106.
8. ↑  Petrosyan, 2015, p. 83, 112.
9. ↑  Canepa, 2018, p. 200.
10. ↑  Petrosyan, 2015, p. 58, 94.
11. ↑  Petrosyan, 2015, p. 58.